# Jüdischer Friedhof (Aßlar)

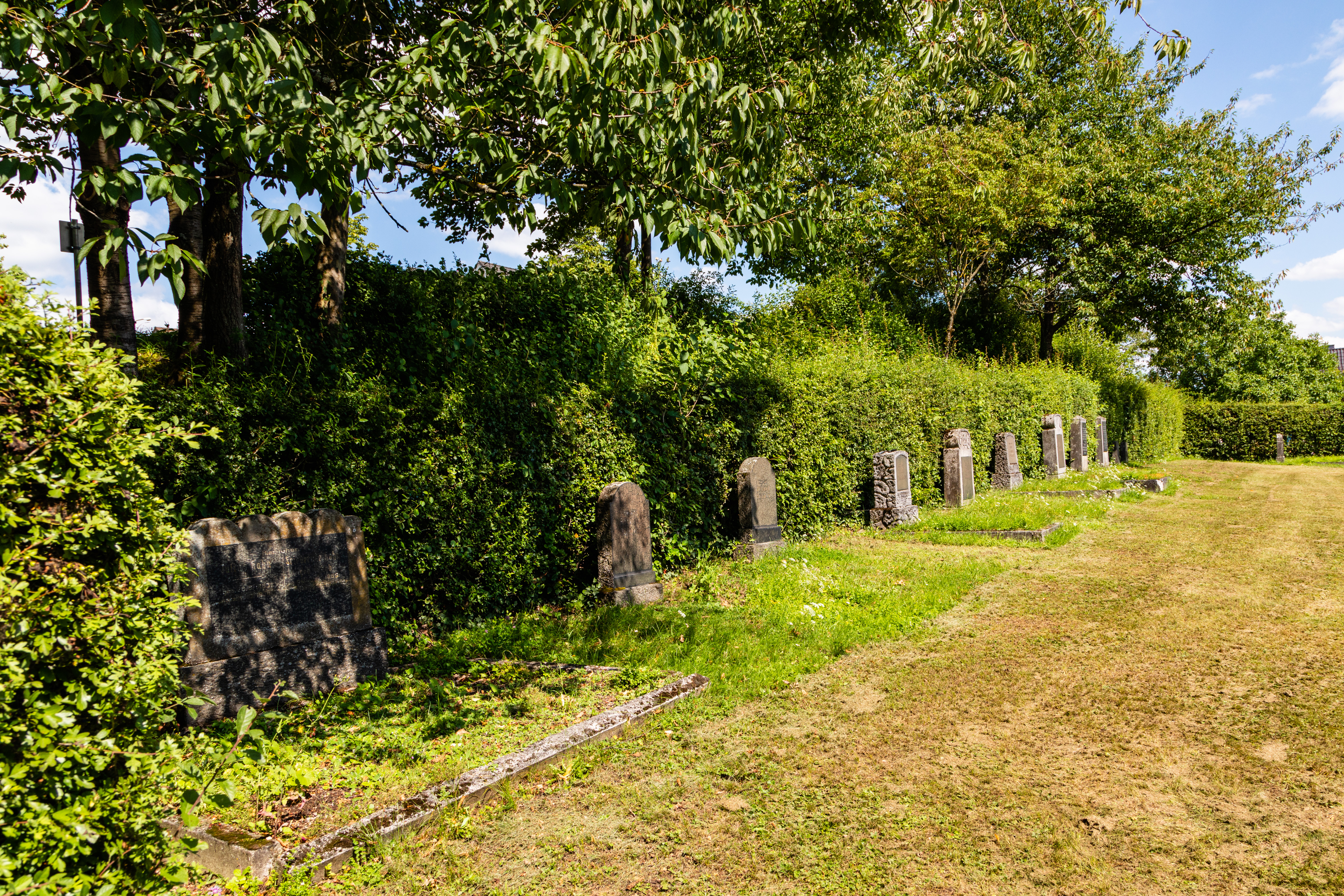
Jüdischer Friedhof Aßlar

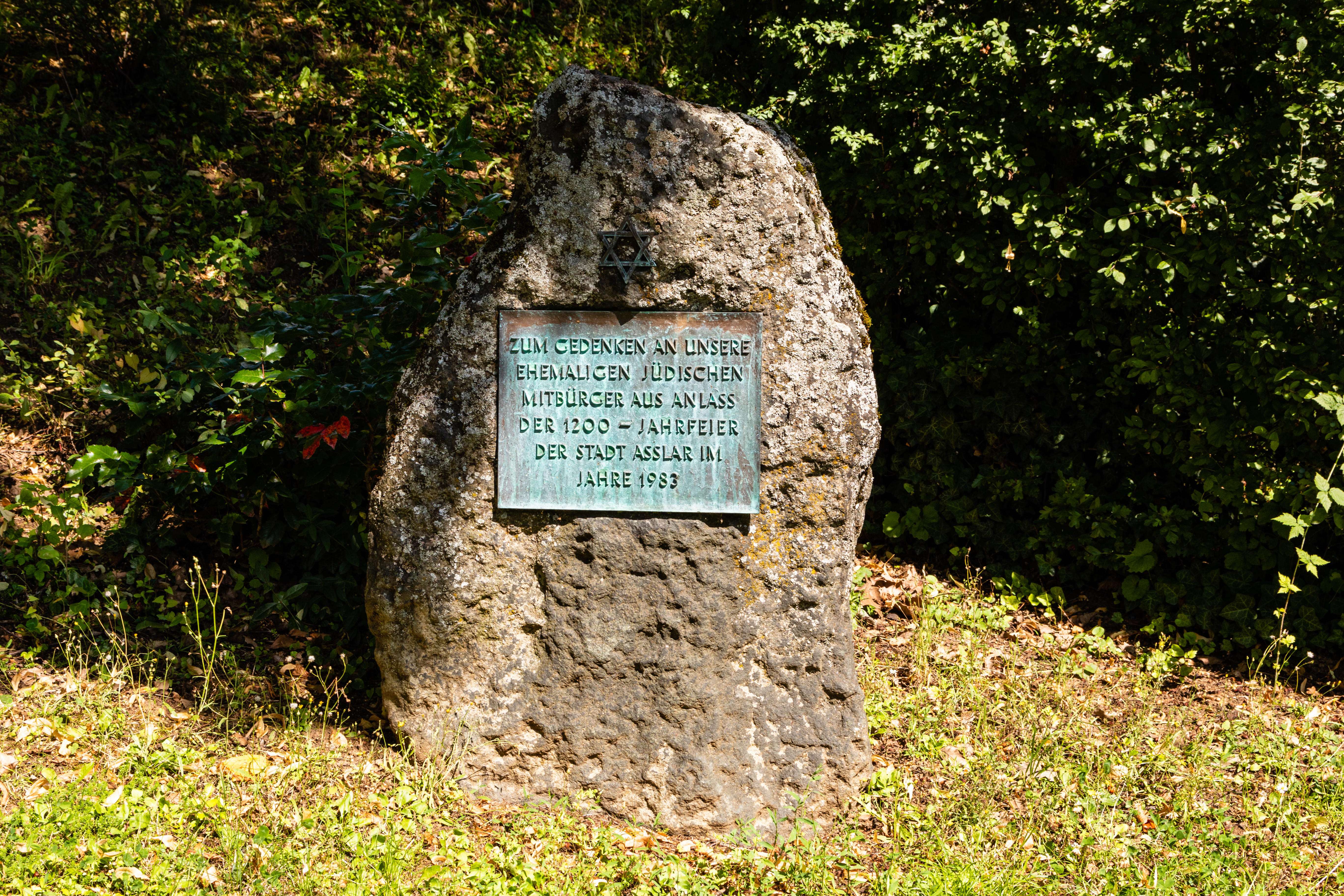
Jüdischer Friedhof Aßlar

Der jüdische Friedhof Aßlar in Aßlar, in der gleichnamigen Kleinstadt nahe Wetzlar im mittelhessischen Lahn-Dill-Kreis in Hessen, befindet sich direkt südlich des kommunalen, christlichen Friedhofs zwischen der Wetzlarer Straße und dem direkt oberhalb des jüdischen Friedhofs angrenzenden Parkplatz an der Ecke der Straßen Kirchberg und Kirchstraße.

## Beschreibung
Der jüdische Friedhof Aßlar wurde vermutlich seit dem Jahr 1886 als Begräbnisstätte genutzt. Bis zur Einrichtung des örtlichen Friedhofs wurden die Verstorbenen jüdischen Einwohner auf den jüdischen Friedhöfen in Hermannstein und Werdorf beerdigt. Insgesamt sind zwölf einfache Grabsteine erhalten geblieben, der älteste Grabstein ist mit dem Jahr 1895 datiert.
Das Areal des Friedhofs besteht aus einer rechteckigen Fläche mit leichter Hanglage und wird von einer Hecke mit einzelnen hohen Bäumen umschlossen. Der Eingang zum Friedhof wird durch ein Tor aus Eisen verschlossen. In einer Ecke in der Friedhofsparzelle wurde ein Gedenkstein mit einer Inschrift aufgestellt. Die Inschrift lautet: „Zum Gedenken an unsere ehemaligen jüdischen Mitbürger aus Anlass der 1200-Jahrfeier der Stadt Asslar im Jahre 1983“.
Die Friedhofsfläche umfasst 5,42 Ar und ist im Denkmalverzeichnis des Landesamts für Denkmalpflege Hessen als Kulturdenkmal aus geschichtlichen Gründen eingetragen.